# 阿拉斯加克里奥尔人

阿拉斯加克里奥尔人

阿拉斯加克里奥尔人是在俄属美洲時期在阿拉斯加當地定居的俄罗斯老移民的後代,。他们与阿留申人、尤皮克人、爱斯基摩人和其他阿拉斯加原住民通婚。 